# Anund
Anund Tierra Quemada (en sueco Bröt-Anund, en nórdico antiguo oriental Brøt-Anundr, en nórdico antiguo occidental Braut-Önundr) (probablemente nacido en 638) fue un legendario rey vikingo de la Casa de Yngling que reinó en Svealand (o Svitjod, Suecia) a mediados del siglo VII.

## Etimología
El nombre procedería del protonórdico *Anuwinduz, que significa "ancestro triunfante".

## La historia
En la saga Ynglinga del escaldo islandés Snorri Sturluson se menciona que Anund heredó el trono sueco de su padre Ingvar y que tras la muerte de su padre durante las guerras contra las incursiones vikingas danesas y estonias, la paz reinó en Suecia y hubo buenas cosechas. Anund fue un rey popular y muy rico, no solo por el periodo de paz y las abundantes cosechas, sino también porque vengó la muerte de su padre en Estonia, que fue devastada a lo largo y ancho del territorio durante un verano, y en otoño ya había regresado con una fortuna como botín.
En el siglo VII Suecia poseía vastas extensiones de bosques y por lo tanto territorios vírgenes, por lo que Anund comenzó una tarea de limpieza, abriendo caminos y nuevos distritos para que los suecos pudieran asentarse. Por esa tarea fue llamado Bröt-Anund. Bajo su reinado decretó Uppsala öd como corazón del reino y en cada distrito erigió una casa propia, aunque le gustaba a menudo permanecer en hogares ajenos como invitado.
Un otoño, mientras el rey viajaba entre sus casas, desde Husaby se dirigió a un lugar llamado Himinheiðr (cielo saludable) situado entre dos montañas, y fue sorprendido por un corrimiento de tierras que lo mató.
Tras citar esta historia sobre Anund, Snorri Sturluson cita una estrofa del Ynglingatal de Þjóðólfur úr Hvini:
| Varð Önundr Jónakrs bura harmi heptr und Himinfjöllum, ok ofvæg Eistra dólgi heipt hrísungs at hendi kom; ok sá frömuðr foldar beinum Högna hrörs um horfinn var. | Hemos escuchado todos cómo los hijos de Jonakr, A quien las armas no podían herirles, con rocas Fueron apedreados hasta morir un día de cielo raso, El rey Onund murió de la misma forma. O quizás la tierra que vio crecer madera de nuevo, Que por mucho tiempo había sentido su mano conquistadora, Se vengó ampliamente de forma mortal, Y acabó con la odiada vida de Onund. |  |

Historia Norwegiæ ofrece un resumen en latín de Ynglingatal, anterior a la cita de Snorri (continuación tras Ingvar):
| Iste ergo genuit Broutonund, quem Sigwardus frater suus occidit in Himinheithi, quod loci vocabulum interpretatur coeli campus. Post istum filius suus Ingialdr [...]. | Yngvar engendró a Braut-Ånund, cuyo hermano, Sigurd, lo derrocó en Himinheid, un topónimo que significa «campo celestial». Después de él, nació su hijo Ingjald. [...] |  |

El texto original de Ynglingatal es difícil de interpretar, y solo dice que Anund murió und Himinfjöllum (bajo el cielo de las montañas) y que las piedras estaban implicadas. Según Historia Norvegiæ, fue asesinado por su hermano Sigvard en Himinherthy (que según la fuente significa "campo celestial", cœli campus). Dicho lugar es desconocido, Birger Nerman sugiere que el lugar original relacionado con su muerte fue bajo montañas de cielo, que se podría interpretar bajo las nubes. Por lo tanto, podría haber sido asesinado a campo abierto por su hermano con una piedra. El historiador Laing coincide en la interpretación con Nerman.
Thorsteins saga Víkingssonar cita que Anund no era hijo de Ingvar, sino hijo de su abuelo Östen. También menciona que tuvo un hermano llamado Olaf, que fue rey de Fjordane, Noruega.
Todas las Fuentes mencionan que Anund fue padre del infame Ingjald.